# Дни национального траура в Польше

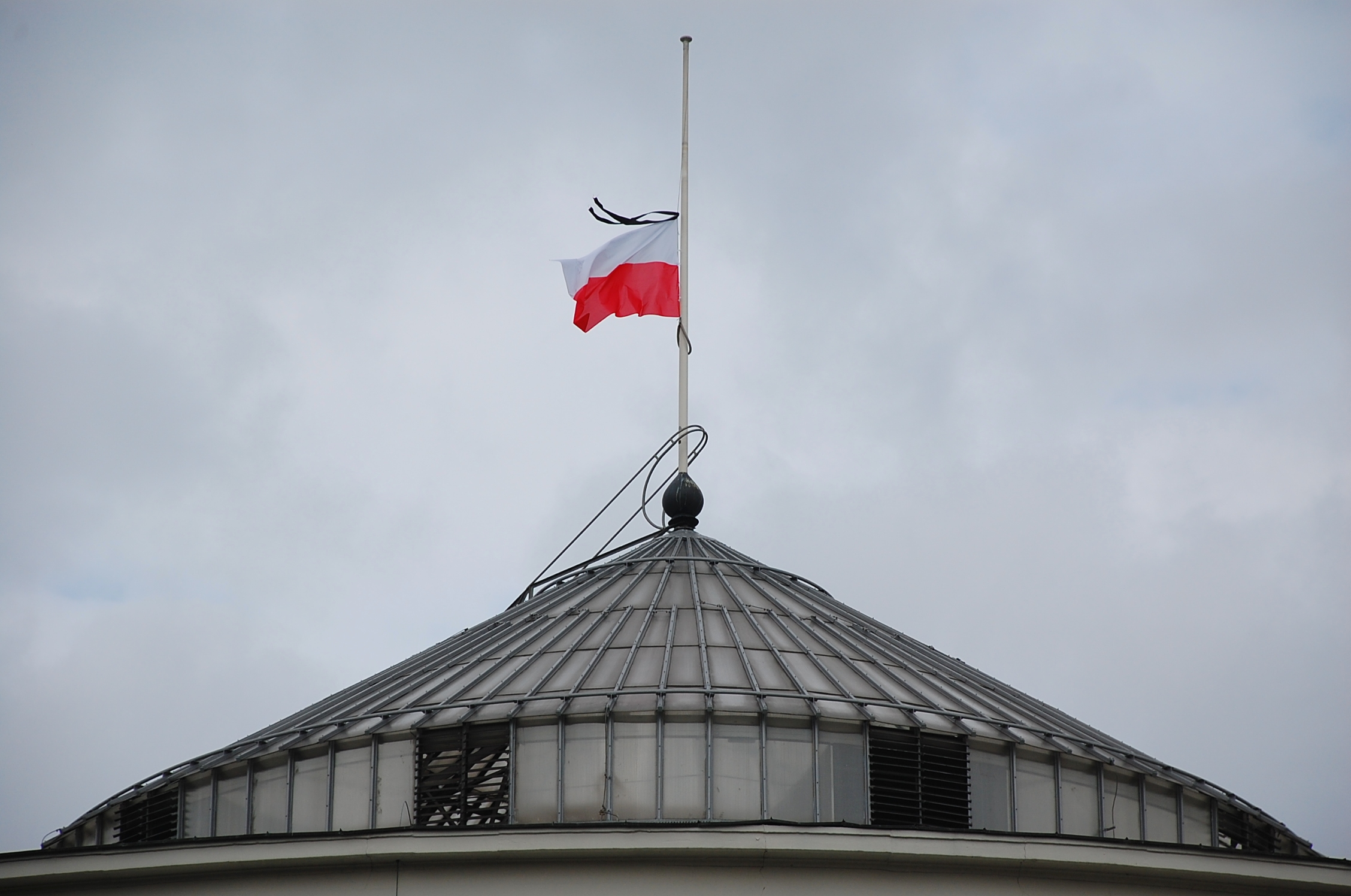
Приспущенный национальный флаг на здании Сейма. 10 апреля 2010 года

Дни национального траура в Польше (пол. Żałoba narodowa) отмечаются в ознаменование скорби по погибшим в результате крупных трагических событий, как в самой Польше, так и за её пределами, либо по умершим государственным деятелям.
В списке приведены случаи официального объявления национального траура по всей территории Польской Республики, в том числе объявленные распоряжениями правительства Польши в изгнании и правительства Польской Народной Республики.

## История вопроса

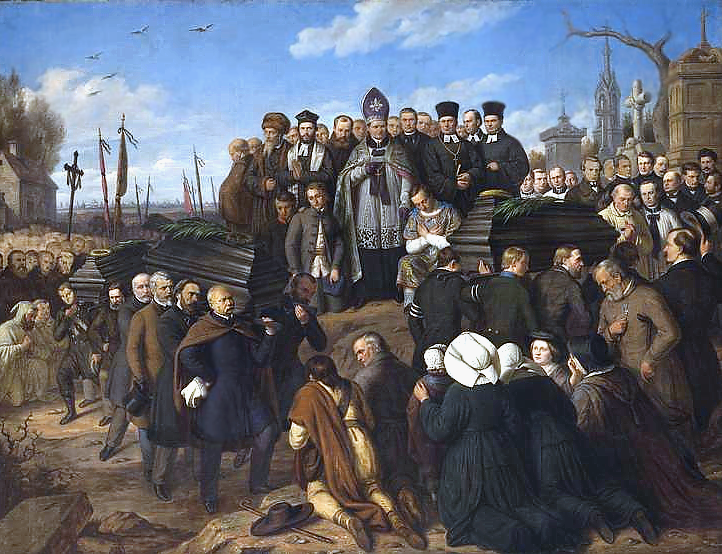
Александр Лессер. Похороны погибших. На платформе католическое и еврейское духовенство. 1861 год.

Исторически, первым упоминаемым в источниках случаем объявления национального траура было решение примаса Польши Леона Прилуского в 1861 году, почтившего таким образом жертв политических преследований и кровавого разгона демонстраций, предшествовавших Январскому восстанию. Решение примаса касалось только территории Царства Польского. К католикам примкнуло также и еврейское духовенство во главе с раввинами Довом Бером Месельсом и Изааком Крамштыком. В знак траура и протеста религиозные деятели распорядились временно закрыть все костёлы и синагоги.
После восстановления независимости Польши и провозглашения Второй Республики, национальный траур объявлялся четырежды. Все четыре раза это был траур в память о выдающейся личности. Решение об объявлении траура принималось Национальным Собранием.
В период Второй мировой войны польское правительство в изгнании дважды объявляло национальный траур. Траур, объявленный после гибели генерала Владислава Сикорского в авиакатастрофе в Гибралтаре, является самым длинным за всю историю. Он длился с 7 июля по 1 августа 1943 года. Также во время войны был первый раз объявлен траур не по одному великому человеку, а в память группы людей, когда президент Польши в изгнании Владислав Рачкевич объявил двухнедельный траур после поражения Варшавского восстания.
В период существования Польской Народной Республики национальный траур объявлялся четыре раза. Причём траур после смерти примаса Польши кардинала Стефана Вышиньского был объявлен в результате соглашения принятого совместной комиссией правительства и епископата. Все четыре раза траур в ПНР объявлялся после смерти отдельного человека. После авиакатастрофы в Кабацком лесу 9 мая 1987 года, в которой погибло 183 человека, траур был объявлен только на территории Варшавского воеводства.
В Третьей Республике траур объявлялся дважды — после смерти отдельного человека, и 13 раз — в память жертв различных катастроф. При этом в отдельные годы траур объявлялся по два (2006 и 2009 годы) и даже по три (2005 год) раза.
В ноябре 2017 года было выдвинуто требование к президенту Анджею Дуде огласить 7 ноября 2017 года — столетнюю годовщину Октябрьской революции — днём национального траура в память жертв коммунизма, но оно не было реализовано.

## Юридические аспекты

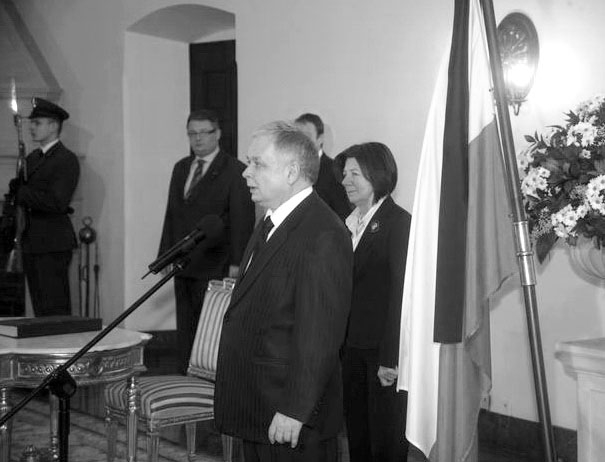
Лех Качиньский объявляет национальный траур после авиакатастрофы под Мирославцем. 24 января 2008 года.

Первые юридические положения о национальном трауре были приняты в § 11 «Закона о гербе, цветах и гимне Польской Народной Республики» (пол. Ustawa o godle, barwach i hymnie Polskiej Rzeczypospolitej Ludowej), принятого Сеймом 31 января 1980 года. После изменений внесённых в другие части закона в 1990, 2004, 2005 и 2016 годах закон называется «Закон о гербе, цветах и гимне Польской Республики, а также о государственных печатях» (пол. Ustawa o godle, barwach i hymnie Rzeczypospolitej Polskiej oraz o pieczęciach państwowych).
Закон определял, что национальный траур на территории Польши может объявить президент Республики своим распоряжением, что на основе § 144 части 2 Конституции Польши, может быть сделано только после акта контрасигнации председателем Совета Министров. В соответствии с законом, в дни национального траура государственный флаг должен быть приспущен до половины флагштока.

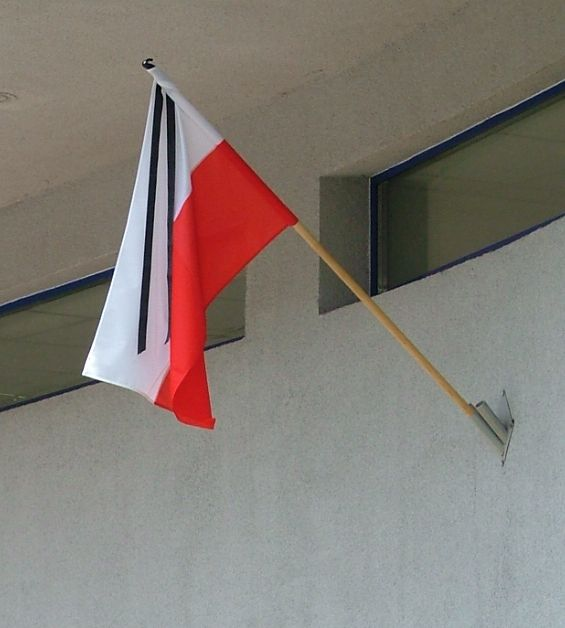
Траурные ленты (kir) на национальном флаге. 23 июля 2007 года.

Особая ситуация сложилась при объявлении национального траура 3 апреля 2005 года, когда с отдельными распоряжениями выступили и премьер-министр Польши и президент.
Несмотря на отсутствие среди законов Польши до 1980 года какого-либо общего положения о национальном трауре, уже статья 17 § 3 «Распоряжения президента Польской Республики — Закон о публичных развлекательных мероприятиях» (пол. Rozporządzenie Prezydenta Rzeczypospolitej - Prawo o publicznych przedsięwzięciach rozrywkowych) от 27 октября 1933 года определяла, что Министр Внутренних Дел в случае объявления национального траура имеет право временно запретить проведение развлекательных мероприятий на территории всей страны. Подобная мера была описана также и в статье 22 «Закона о разрешении на публичную артистическую, развлекательную и спортивную деятельность» (пол. Ustawa o zezwoleniach na publiczną działalność artystyczną, rozrywkową i sportową) от 9 апреля 1968 года, где определялось что председатель Совета Министров может по причине национального траура запретить на срок до трёх дней проведение публичной артистической, развлекательной и спортивной деятельности на территории всей страны.
Действующим законом, определяющим проведение мероприятий в период национального траура, является «Закон об организации и проведении культурной деятельности» (пол. Ustawa o organizowaniu i prowadzeniu działalności kulturalnej) от 25 октября 1991 года (с уточнениями от 12 сентября 1997 года), который даёт председателю Совета Министров право запретить на период национального траура проведение артистических и развлекательных мероприятий.
Длительность национального траура, а также его объявление или не объявление в различных ситуациях, законами не регулируется. Также в законах не оговаривается и традиционное украшение в дни траура национального флага «киром» (пол. Kir) — чёрной лентой, обычной двойной, прикрепляемой к навершию флага.

## Список официальных дней национального траура в Польской Республике (Польской Народной Республике)
| №  | Дата траура              | События, вызвавшие объявление траура                   | Дата события          | Место события            | Описание события | Правовой акт |
| -- | ------------------------ | ------------------------------------------------------ | --------------------- | ------------------------ | --- | --- |
| 1  | 3 февраля 1924           | Смерть Вудро Вильсона                                  | 3 февраля 1924        | Вашингтон                | Смерть бывшего президента США, который в пункте 13 своих «Четырнадцати пунктов» объявил одной из целей мирного договора, завершающего Первую мировую войну, создание независимого Польского государства | Объявлен Национальным Собранием                                                                                                 |
| 2  | 18 июня 1934             | Смерть Бронислава Перацкого                            | 15 июня 1934          | Варшава                  | Убийство боевиком ОУН министра внутренних дел Польской Республики | Приказ министра внутренних дел                                                                                                  |
| 3  | 12—18 мая 1935           | Смерть маршала Польши Юзефа Пилсудского                | 12 мая 1935           | Варшава                  | Смерть бывшего Начальника государства | Приказ министра внутренних дел                                                                                                  |
| 4  | 4 декабря 1938           | Смерть архиепископа Юзефа Теодоровича                  | 4 декабря 1938        | Львов                    | Смерть львовского архиепископа армяно-католического обряда | Объявлен Национальным Собранием                                                                                                 |
| 5  | 7 июля—1 августа 1943    | Смерть генерала бро́ни Владислава Сикорского            | 4 июля 1943           | близ Гибралтара          | Гибель в авиакатастрофе генерала брони, премьер-министра правительства Польши в изгнании | Распоряжение уполномоченного правительства                                                                                      |
| 6  | 4—18 октября 1944        | Подавление Варшавского восстания                       | 3 октября 1944        | Варшава                  | Подавление восстания против нацистских оккупантов в Варшаве, начавшегося 1 августа 1944 года (потери поляков — до 10 тысяч погибших солдат, до 200 тысяч погибших среди мирного населения, до 6 тысяч пропавших без вести, до 15 тысяч попавших в плен, до 150 тысяч мирного населения вывезено на принудительные работы и в концлагеря, до 650 тысяч изгнано из Варшавы). | Распоряжение президента Польши в изгнании Владислава Рачкевича                                                                  |
| 7  | 9 марта 1953             | Смерть генералиссимуса Советского Союза Иосифа Сталина | 5 марта 1953          | Ближняя дача Москва      | Смерть лидера Советского государства, Генерального секретаря ЦК ВКП(б) | Резолюция ЦК ПОРП, Совета Министров и Государственного Совета ПНР                                                               |
| 8  | 13—16 марта 1956         | Смерть Болеслава Берута                                | 12 марта 1956         | Москва                   | Смерть первого президента Польской Народной Республики | Резолюция ЦК ПОРП, Совета Министров и Государственного Совета ПНР                                                               |
| 9  | 8—11 августа 1964        | Смерть Александра Завадского                           | 7 августа 1964        | Варшава                  | Смерть председателя Государственного совета ПНР | Объявлен Государственным советом ПНР                                                                                            |
| 10 | 28—31 мая 1981           | Смерть кардинала Стефана Вышиньского                   | 28 мая 1981           | Варшава                  | Смерть примаса Польши | Объявлен совместной комиссией правительства ПНР и епископата Польши                                                             |
| 11 | 18 июля 1997             | «Наводнение тысячелетия»                               | 5 июля—6 августа 1997 | Польша и соседние страны | Наводнения в Польше, Австрии, Чехии, Германии и Словакии, в результате которых погибли 114 человек (из них 56 в Польше) | Резолюция № 58 Совета Министров                                                                                                 |
| 12 | 12—14 сентября 2001      | Террористические акты 11 сентября                      | 11 сентября 2001      | Нью-Йорк Вашингтон       | Серия террористических актов, в результате которых погибло 2977 человек (из них 5 граждан Польши) | Распоряжение президента Польской Республики                                                                                     |
| 13 | 12—13 марта 2004         | Террористические акты в Мадриде                        | 11 марта 2004         | Мадрид                   | Серия террористических актов, в результате которых погибло 192 человека (из них 4 граждан Польши) | Распоряжение президента Польской Республики                                                                                     |
| 14 | 5 января 2005            | Землетрясение в Индийском океане                       | 26 декабря 2004       | Индийский океан          | Сильное землетрясение и последовавшее за ним цунами, в результате которых погибло около 230 тысяч человек (из них 1 гражданин Польши погиб и 10 пропало без вести) | Резолюция № 1 Совета Министров                                                                                                  |
| 15 | 3—8 апреля 2005          | Смерть Папы Римского Иоанна Павла II                   | 2 апреля 2005         | Ватикан                  | Смерть первого поляка на посту римского папы | Резолюция № 80 Совета Министров Распоряжение президента Польской Республики от 3.04.2005                                        |
| 16 | 14 июля 2005             | Террористические акты в Лондоне                        | 7 июля 2005           | Лондон                   | Серия террористических актов, в результате которых погибло 52 человека (из них трое гражданок Польши) | Резолюция № 179 Совета Министров                                                                                                |
| 17 | 29 января—1 февраля 2006 | Обрушение здания в Силезии                             | 28 января 2006        | Катовице                 | Обрушение крыши зала Международной Катовицкой ярмарки во время выставки почтовых голубей (65 погибших, свыше 170 раненых) | Распоряжение президента Польской Республики                                                                                     |
| 18 | 23—25 ноября 2006        | Авария на шахте «Галемба»                              | 21 ноября 2006        | Руда-Слёнска             | Взрыв метана и возгорание угольной пыли на шахте «Галемба» в Руде-Слёнской (23 погибших) | Распоряжение президента Польской Республики                                                                                     |
| 19 | 23—25 июля 2007          | Авария польского автобуса во Франции                   | 22 июля 2007          | Визий                    | Автобус с польскими пилигримами сорвался с моста в пропасть и загорелся (26 погибших, 24 раненых) | Распоряжение президента Польской Республики                                                                                     |
| 20 | 24—26 января 2008        | Авиационная катастрофа в Мирославце                    | 23 января 2008        | Мирославец               | Самолёт CASA C-295 польских ВВС при приземлении сорвался в штопор и врезался в землю (20 погибших) | Распоряжение президента Польской Республики                                                                                     |
| 21 | 14—16 апреля 2009        | Пожар в социальном приюте в Камене-Поморском           | 13 апреля 2009        | Камень-Поморски          | Пожар в социальном приюте, в котором проживало 77 человек (23 погибших, 20 раненых) | Распоряжение президента Польской Республики                                                                                     |
| 22 | 21—22 сентября 2009      | Авария на шахте «Вуек»                                 | 18 сентября 2009      | Руда-Слёнска             | Взрыв метана на шахте «Вуек» в Руде-Слёнской (20 погибших, 36 раненых) | Распоряжение президента Польской Республики                                                                                     |
| 23 | 10—18 апреля 2010        | Катастрофа Ту-154 в Смоленске                          | 10 апреля 2010        | Смоленск                 | Президентский авиалайнер Ту-154М Воздушных сил Польши при заходе на посадку на аэродром Смоленск-Северный столкнулся с деревьями, опрокинулся, рухнул на землю и полностью разрушился. Погибли все находившиеся на его борту 96 человек — 88 пассажиров и 8 членов экипажа, в их числе президент Польши Лех Качиньский, его жена Мария Качиньская, бывший президент Польши в изгнании Рышард Качоровский, а также известные польские политики, почти всё высшее военное командование и общественные и религиозные деятели. | Распоряжение Маршала Сейма, исполняющего обязанности президента Польской Республики Распоряжение президента Польской Республики |
| 24 | 5—6 марта 2012           | Железнодорожная катастрофа под Щекоцинами              | 3 марта 2012          | Щекоцины                 | Лобовое столкновение двух поездов (16 погибших, 57 раненых) | Распоряжение президента Польской Республики                                                                                     |
| 25 | 3 ноября 2013            | Смерть Тадеуша Мазовецкого                             | 28 октября 2013       | Варшава                  | Смерть первого премьер-министра III Республики | Распоряжение президента Польской Республики                                                                                     |
| 26 | 23 декабря 2018          | Взрыв на шахте в Стонаве (13 погибших, 10 раненых)     | 20 декабря 2018       | Стонава                  | Взрыв на угольной шахте в Стонаве. 13 горняков погибли, 10 пострадали. | Распоряжение президента Польской Республики                                                                                     |
| 27 | 18—19 января 2019        | Убийство Павла Адамовича                               | 13 января 2019        | Гданьск                  | Убийство президента города (мэра) Гданьска Павла Адамовича в Гданьске. | Распоряжение президента Польской Республики                                                                                     |
| 28 | 15—16 февраля 2019       | Смерть Яна Ольшевского                                 | 7 февраля 2019        | Варшава                  | Смерть политика, премьер-министра Польши Яна Ольшевского. | Распоряжение президента Польской Республики                                                                                     |